# 충청남도의회
충청남도의회는 대한민국 충청남도에 제출된 의견이나 법안을 처리하기 위해 설치된 의회이다.

## 조직

### 의장단
- 의장
- 부의장 2명

### 위원회
상임위원회
- 의회운영위원회
- 행정자치위원회
- 문화복지위원회
- 농업경제환경위원회
- 안전건설해양소방위원회
- 교육위원회

특별위원회
- 예산결산특별위원회
- 윤리특별위원회

### 사무기구
사무처
- 총무담당관실[2]
- 의사담당관실[2]
- 입법정책담당관실[2]
- 전문위원

## 역대 충청남도의회의원 선거 결과

### 제1대 충청남도의회
1952년 5월 10일에 실시된 1952년 대한민국 지방 선거를 통해 46명의 제1대 충청남도의원이 선출되었다. 
| 정당 | 정당               | 합계 |
| ---- | ------------------ | ---- |
|      | 자유당             | 23   |
|      | 대한청년단         | 9    |
|      | 대한독립촉성국민회 | 2    |
|      | 민주국민당         | 1    |
|      | 기타정당           | 1    |
|      | 무소속             | 5    |

### 제2대 충청남도의회
1956년 8월 13일에 실시된 1956년 대한민국 지방 선거를 통해 45명의 제2대 충청남도의원이 선출되었다. 
| 정당 | 정당   | 합계 |
| ---- | ------ | ---- |
|      | 자유당 | 37   |
|      | 민주당 | 6    |
|      | 무소속 | 2    |

### 제3대 충청남도의회
1960년 12월 12일에 실시된 1960년 대한민국 지방 선거를 통해 48명의 제3대 충청남도의원이 선출되었다.
| 정당 | 정당     | 합계 |
| ---- | -------- | ---- |
|      | 민주당   | 18   |
|      | 신민당   | 8    |
|      | 기타정당 | 1    |
|      | 무소속   | 21   |

### 제4대 충청남도의회
1991년 6월 20일에 실시된 1991년 대한민국 지방 선거를 통해 55명의 제4대 충청남도의원이 선출되었다.
| 정당 | 정당       | 합계 |
| ---- | ---------- | ---- |
|      | 민주자유당 | 37   |
|      | 민주당     | 4    |
|      | 무소속     | 5    |

### 제5대 충청남도의회
1995년 6월 27일에 실시된 제1회 전국동시지방선거를 통해 61명의 제5대 충청남도의원이 선출되었다. 본 선거를 통해 지역구 의원 55명과 비례대표 의원 6명이 선출되었다.
| 정당 | 정당         | 지역구 | 비례대표 | 합계 |
| ---- | ------------ | ------ | -------- | ---- |
|      | 자유민주연합 | 49     | 4        | 53   |
|      | 민주자유당   | 3      | 2        | 5    |
|      | 민주당       | 2      | 0        | 2    |
|      | 무소속       | 1      | -        | 1    |

|  | 27.1% |

|  | 8.4% |

|  | 54.5% |

|  | 0.1% |

|  | 10.0% |

### 제6대 충청남도의회
1998년 6월 4일에 실시된 제2회 전국동시지방선거를 통해 36명의 제6대 충청남도의원이 선출되었다. 본 선거를 통해 지역구 의원 32명과 비례대표 의원 4명이 선출되었다.
| 정당 | 정당           | 지역구 | 비례대표 | 합계 |
| ---- | -------------- | ------ | -------- | ---- |
|      | 자유민주연합   | 30     | 2        | 32   |
|      | 새정치국민회의 | 1      | 2        | 3    |
|      | 무소속         | 1      | -        | 1    |

|  | 1.8% |

|  | 23.5% |

|  | 55.9% |

|  | 5.0% |

|  | 13.8% |

한 정당에 비례대표 의석 2/3를 초과하여 배분할 수 없다는 공직선거법 조항에 따라 자유민주연합에 2석, 새정치국민회의에 2석이 배분되었다.

### 제7대 충청남도의회
2002년 6월 13일에 실시된 제3회 전국동시지방선거를 통해 36명의 제7대 충청남도의원이 선출되었다. 본 선거를 통해 지역구 의원 32명과 비례대표 의원 4명이 선출되었다.
| 정당 | 정당         | 지역구 | 비례대표 | 합계 |
| ---- | ------------ | ------ | -------- | ---- |
|      | 자유민주연합 | 19     | 2        | 21   |
|      | 한나라당     | 7      | 1        | 8    |
|      | 새천년민주당 | 3      | 1        | 4    |
|      | 무소속       | 3      | -        | 3    |

|  | 40.46% |

|  | 33.08% |

|  | 11.85% |

|  | 6.02% |

|  | 4.54% |

|  | 2.51% |

|  | 1.51% |

### 제8대 충청남도의회
2006년 5월 31일에 실시된 제4회 전국동시지방선거를 통해 38명의 제8대 충청남도의원이 선출되었다. 본 선거를 통해 지역구 의원 34명과 비례대표 의원 4명이 선출되었다.
| 정당 | 정당       | 지역구 | 비례대표 | 합계 |
| ---- | ---------- | ------ | -------- | ---- |
|      | 한나라당   | 19     | 2        | 21   |
|      | 국민중심당 | 13     | 1        | 14   |
|      | 열린우리당 | 2      | 1        | 3    |

|  | 41.33% |

|  | 29.69% |

|  | 20.31% |

|  | 8.65% |

### 제9대 충청남도의회
2010년 6월 2일에 실시된 제5회 전국동시지방선거를 통해 45명의 제9대 충청남도의원이 선출되었다. 본 선거를 통해 지역구 의원 36명과 비례대표 의원 4명, 교육의원 5명이 선출되었다.
| 정당 | 정당       | 지역구 | 비례대표 | 합계 |
| ---- | ---------- | ------ | -------- | ---- |
|      | 자유선진당 | 19     | 2        | 21   |
|      | 민주당     | 12     | 1        | 13   |
|      | 한나라당   | 5      | 1        | 6    |
|      | 교육의원   | -      | -        | 5    |

|  | 37.96% |

|  | 28.20% |

|  | 23.80% |

|  | 3.77% |

|  | 2.66% |

|  | 1.74% |

|  | 1.28% |

|  | 0.56% |

### 제10대 충청남도의회
2014년 6월 4일에 실시된 제6회 전국동시지방선거를 통해 40명의 제10대 충청남도의원이 선출되었다. 본 선거를 통해 지역구 의원 36명과 비례대표 의원 4명이 선출되었다.
| 정당 | 정당           | 지역구 | 비례대표 | 합계 |
| ---- | -------------- | ------ | -------- | ---- |
|      | 새누리당       | 28     | 2        | 30   |
|      | 새정치민주연합 | 8      | 2        | 10   |

|  | 53.51% |

|  | 38.54% |

|  | 2.69% |

|  | 2.46% |

|  | 1.02% |

|  | 0.91% |

|  | 0.84% |

### 제11대 충청남도의회
2018년 6월 13일에 실시된 제7회 전국동시지방선거를 통해 42명의 제11대 충청남도의원이 선출되었다. 본 선거를 통해 지역구 의원 38명과 비례대표 의원 4명이 선출되었다.
| 정당 | 정당         | 지역구 | 비례대표 | 합계 |
| ---- | ------------ | ------ | -------- | ---- |
|      | 더불어민주당 | 31     | 2        | 33   |
|      | 자유한국당   | 7      | 1        | 8    |
|      | 정의당       | 0      | 1        | 1    |

|  | 52.47% |

|  | 31.55% |

|  | 7.70% |

|  | 6.40% |

|  | 1.06% |

|  | 0.79% |

### 제12대 충청남도의회
2022년 6월 1일에 실시된 제8회 전국동시지방선거를 통해 48명의 제12대 충청남도의원이 선출되었다. 본 선거를 통해 지역구 의원 43명과 비례대표 의원 5명이 선출되었다.
| 정당 | 정당         | 지역구 | 비례대표 | 합계 |
| ---- | ------------ | ------ | -------- | ---- |
|      | 국민의힘     | 33     | 3        | 36   |
|      | 더불어민주당 | 10     | 2        | 12   |

|  | 55.52% |

|  | 39.95% |

|  | 3.34% |

|  | 0.56% |

|  | 0.33% |

|  | 0.26% |

## 정당별 의석 수
| ↓            |          |  |
| 12           | 36       |  |
| 더불어민주당 | 국민의힘 |  |

### 교섭단체
충청남도의회는 5석 이상을 확보한 정당, 또는 교섭단체에 속하지 않은 5명의 의원이 교섭단체를 구성할 수 있다.

## 같이 보기
- 충청남도의회의원 목록
- 충청남도청